# Vondelkwartier
Het Vondelkwartier is een wijk van de Nederlandse stad Haarlem, in stadsdeel Haarlem-Noord. De wijk is opgedeeld in vijf buurten en telt zo'n 5.600 inwoners. De wijk heeft zijn naam te danken aan de Vondelweg die dwars door deze wijk loopt vanaf de Rijksstraatweg in noordelijke richting naar de Slaperdijkweg nabij Velserbroek.

## Buurten in het Vondelkwartier
- Van der Aart sportpark
- Hekslootpolder
- Roemer Visscherbuurt
- Muiderkring
- Van Aemstelbuurt